# Eucosmophora chrysocosma
Eucosmophora chrysocosma là một loài bướm đêm thuộc họ Gracillariidae. Nó được tìm thấy ở Guyana.
Chiều dài cánh trước là 3.4–4 mm đối với con đựcs và 3.7–5 mm đối với con cáis.
The larvae có thể feed on a Sapotaceae species và có thể mine the leaves of their host plant.